# Bloodlessthewar
bloodless the war（ブラッドレスザウォー）は日本のオルタナティブダンスロックバンド。2018年結成。

## 概要
2018年2月結成。4月より本格的な活動をスタートし、全国ツアーとして2019年3月まで36公演を行った。2018年にラジオNIKKEIおとなのバンド大賞にて「1964」が優秀賞を受賞。ロシアに招待され、2019年5月にはロシアツアーを実施した。TOKAI ROCK FESにて優秀賞を受賞。2020年4月4日にファーストアルバム『caveat emptor』が配信スタート。The dawn of the worldがおとなのバンド大賞2020を受賞。
2022年1月のIn Unity 2021にて無期限の活動休止。なお、ベースごろうの公演直前の体調不良により、ラストライブは行われることなく無期限の活動休止となった。

## バンド名の由来
バンド名の由来は、メンバーが愛慕するアメリカ合衆国のソウル、ファンク・バンドでWar（ウォー）とCold Blood（コールドブラッド）のbloodに肖って名付けられた。

## モットー
グループは音楽活動だけではなく仕事、そして家庭の3本柱の両立（単に両立するだけではなく、それぞれ最大限のパワーで）をモットーに活動を行っている。

## 経歴
- 2016年11月 - 前身となるバンドと並行して、K-D2と松嵜でのユニット「メキシカンもんじゃ」を結成。その3rd Projectとしてbloodless the warを始動。
- 2017年2月 - 江東区バンドフェスティバルをはじめ数ヵ所でライブを開催。
- 2017年4月 - 完全自主制作盤「クアトロチェント」を発表（現在は廃盤）。
- 2018年2月 - 松嵜が休養を発表。それをきっかけにK-D2が一つのバンドとして本格的にbloodless the warをスタート。
- 2018年4月 - 全国ツアーをスタートと同時に月一でオリジナルデモ音源の制作をスタート。このツアーのコンセプトは「サラリーマンとしての自分、家庭を守る自分、アマチュアでも音楽活動を幅広く行う自分の3台柱のバランスをどう上手く舵とりを行うか、そして同じような境遇で壁にぶち当たってる人たちに固定概念を破ってもっと自由な一つの活動のありかたを示す」こと。毎回のライブをその日に出演できるメンバーで行う選抜制を採用（20代～60代のメンバーが在籍）。
- 2018年8月 - ごろう、ちゃんしんが加入。
- 2019年2月 - 「2018年度おとなのバンド大賞」優秀賞受賞[3]。
- 2019年3月 - Nomad　Tourを完走。最終日でLIVEFOREST2019でごろうが個人賞「MIP(Most Impressive Player)」を受賞 。[4]
- 2019年4月 - Tour 2019 JAPAN&WORLD TOURをスタート。
- 2019年5月 - ロシアツアーをスタート[5]。K-D2はこのロシアツアーを人生最大の素晴らしい出来事であり、最大の汚点だとツアー終了後、周囲に漏らしていた。理由としては寄せ集めでその場しのぎのメンバーだったために人間関係もパフォーマンスも最悪の状況の中でツアーを遂行したためと語っている。
- 2019年9月 - TOKAI ROCK FES.2019にて優秀賞を受賞[6]。
- 2019年10月 - ごろうが育児休暇のためバンドから一時離脱することを発表。
- 2019年11月 - ファーストシングル「Burlesque」配信スタート。
- 2019年12月 - 企画アルバム『mixture of junk』配信スタート。
- 2020年4月 - ファーストアルバム『caveat emptor』配信スタート。
- 2020年6月 - EP盤「水魚の交わりと茶屋遊び」配信スタート。
- 2020年7月 - 4ヵ月連続シングル配信スタート。
- 2022年1月 - 2022年予定のIn Unity 2021にて無期限の活動休止を発表。コロナ禍の期間が長く続いたため実質の活動期間は約2年間。

## メンバー
K-D2(ケイディーツー)
担当はギター、ボーカル、キーボード、ベース、作詞、作曲、編曲。趣味は映画観賞。Quokkaとmilliampearのコンポーザーでもありメンバーでもある。また『Open Arms Festival』の主催者でもある。影響を受けたアーティストの代表格はアニタ・オデイを筆頭に  Earth, Wind & Fire、Norah Jones、Mr.Children、Maroon5、ビートルズ、Cold play、Red Hot Chili Peppers、Oasis、サンダーキャット、Stevie Wonder、ザ・フラテリス 、VULFPECK 、D'Angelo 、カマシ・ワシントン、ニーナ・シモン、70年～80年のAOR、ディスコミュージック、モータウン系アーティストなど多岐にわたる 。最近ではジェイコブ・コリアー、レックス・オレンジ・カウンティなどがあげられている。
Mahler（マーラー）
担当はキーボード、コーラス、タンバリン。趣味はゆるきゃら（ふなっしー）応援。
Tokiｅ（トーキ）
担当はギター。サッカー観戦が趣味。ドラムの新野との考え方の食い違いが大きな活動休止の要因の一つとなった。
ごろう（ゴロウ）
ベース担当。日本人には珍しい身長約2ｍの長身　高身長のためもともと小さいライブハウスはとても苦手で嫌いだと公言している。
NOBI（ノビ）
ベース担当。眼鏡がトレードマーク。JUDY AND MARYの大ファン。ベースのゴロウの育児休暇後は最多でバンドに参加。
新野（シンノ）
ドラム担当。結成から2年間は選抜メンバーの中では最多でバンド活動に参加していた。
タツヤ（たっつん）
ドラム担当。本人は全てのプロデュースを手がけているつもりだったが、バンドをクビになった。

### 総監督
小池  （コイケ）ダンサー、ベース　ボクサーのトレーナーなど様々な肩書を持つ。K-D2の新プロジェクト『Skeleton Crew』のメンバーでもある。

## 旧メンバー
- くっきー（クッキー） - ギター担当。海外移住の準備のため、2019年を持ってバンド活動を休業中。
- 石垣  次雄（イシガキ ツギオ） - ギター担当。GISTという発症率は年間に10万人に対して1人から2人くらいとされ、まれな腫瘍の治療のため脱退。脱退したドラマーの横井やメンバーの松嵜、ごろうなどを誘い新たなバンドを結成。
- 田口   大輔（タグチ ダイスケ） - ギター担当。結成当初のメンバー。keepwalkingのレコーディングを最後に2020年7月グループからの脱退を表明。
- 横井　秀雄（ヨコイ ヒデオ） - ドラム担当。2020年3月のツアー初日公演を当日ドタキャンし、その後音信不通状態。
- 塚本（ツカモト） - マネージャー。世界で噂される様々な陰謀論の熱狂的な信者。
- 松嵜　信（マツザキ マコト） - パフォーマンス担当。ほぼ半裸状態でステージのみならず、ホールの客席内も闊歩するなど過激なパフォーマンスで知られている。

## ディスコグラフィ

### シングル
- 発売日　　　　　　　　タイトル
- 2019年11月1日　　　Burlesque

- 発売日　　　　　　　　タイトル
- 2020年1月1日　　　Solist ~Mrs, Anita~

アルバム『caveat emptor』にはバンドサイドの諸事情によりタイトルが変更され「chemtrail」名義で収録されている。※正式名称はSolist～Mrs, Anita～
- 発売日　　　　　　　　タイトル
- 2020年12月12日　　　bae

### 企画アルバム
- 発売日　　　　　　　　タイトル
- 2019年12月1日　　mixture of junk[7]

1、With mock modesty　2、1964　3、Zhar-ptitsa　4、口癖　5、AOR　6、killing caterpillar　7、 elation youth　8、Following the ancient rhythm　9　attitude　10、Role　11、independence day　12、Row against the wind　13、mate　14、Connecting Goes Beyond Words
- 発売日　　　　　　　　タイトル
- 2020年4月23日　　mixture of junkⅢ

1、骨になる　2、sunny day 3、ユメウツツユウウツ　4、jack the ripper VS refrigerator man　5、When I'm Feeling Sad　6、Say,goodbye
7、Ready, set, go!　8、ゆ～もあ　9、３K　10、B-music　11、mix fly music　12、スクラップトラップワールド　13、ゆるキャラワンダーランド　14、Public image
- 発売日　　　　　　　　タイトル
- 2022年10月15日　mixture of junk5

1、return to form　2、ミラーボールのないダンスフロアー 3、詩歌管弦　4、エンドレス　5、似たり寄ったり　6、鬼が島　7、ニコニコスケッチ
8、バックパッカー　9、自問と自答の巡礼期　10、ルーチン　11、片想い　12、獣とイタチごっこ　13、glimmer　14、アンチエイジング
- 発売日　　　　　　　　タイトル
- 2023年02月10日　mixture of junk6

1、win win　2、光 3、メロンパン　4、クラウドサーフィング　5、デリート　6、Dust　7、高原列車　8、Change　9、beautiful days　10、卒　11、愛の花　12、キャッチボール　13、二人歩き　14、奇跡の日々　15　13:45　16、LIVE A LIVE　17、スタートライン　18、無力

### 1stアルバム
- 発売日　　　　　　　　タイトル
- 2020年4月4日　　　caveat emptor[8]

1、serendipity　2、chemtrail　3、「Burlesque」　4、 ablation from getting brighter light　5、 Intelligentsia　6、 laborer ～the what the hell effect～　7、ファアル　8、Disco homage bonus track　9、 居酒屋talk!　10、 HOT　11、 Drop in anytime　12、瞼　13、 brat　14、ノーバディーズ パーフェクト
※bonus track収録曲は過去の曲を集めたmixture of junkのⅡ名義（ただし9、 居酒屋talk!　は除く）

### 2nd アルバム
発売日　　　　　　　　　タイトル　
2021年1月12日　　Swing Swing Blues　　　　
1、Swing Swing Blues　2、bae　3、morning sun　4、 Song War familiar　5、 パンチとジュディ　6、 black sticks　7、 swimming bool　8、 カンチェンジャンガン  9、 Like you, i like you too　10、 Christmas Spectacular　bonus tack 　11、 居酒屋talk!第3夜　12、 dicso homage (Live at BPM studio, Tokyo, 2020)　13、 chill out (Live at BPM studio, Tokyo, 2020)　14、 しゃっぽん

### EPアルバム
- 発売日　　　　　　　　タイトル
- 2020年6月1日　　　水魚の交わりと茶屋遊び[10]

1、The dawn of the world
2、Vindi balta
3、chill out
4、I Am that I Am
bonus track
5、居酒屋talk! ～第2夜～
6、ジョセフの窓
7、いわざらこざら
8、着ぐるみファンタジー
9、トラベラーリッド
10、opaque (feat. Mah394)
11、zombie
12、1096日目の1歩目
13、夢追人
14、keep walking
※bonus trackに収録曲は過去の曲を集めたmixture of junk のIV名義（ただし5、居酒屋talk! ～第2夜～ 10、opaque (feat. Mah394)は除く）

### 4ヵ月連続配信シングル
発売日
2020年 7月:Like you ,I like you  8月: black sticks  9月：Swimming bool10月：Song War familiar

## milliampear
2021年5月結成。K-D2のサードプロジェクト。8月1日に1stアルバム『non progredi est regredi』のリリースと同時に名古屋より全国ツアーをスタート。12月にはCBCラジオ 第8回 オトナバンドフェス決勝大会に出場。2022年1月12日に2ndAlbum『Oblique Strategies』リリース。2022年2月19日シングル『1877』をリリース。2022年7月より2度目の全国ツアー17本をスタート。（K-D2の緊急入院により横浜公演と愛知公演をキャンセル）2022年2月25日1年ぶりのシングル『umwelt』をリリース。2023年3月25日自身主催のフェス『Map of music festival vol. 1 in SUMIDA 』を東京スカイツリーのお膝元の墨田区のユートリヤで開催。第2回目は6月15日に原宿クロコダイルにて開催しRicky Rebelなどが出演。第3回目は10月8日に神戸のFlat Fiveで開催し福田佑亮やLawsonJr'Music、Neodymなど国内・外問わず多数の実力派のアーテイストが出演。2023年11月19日にはゴダイゴのタケカワユキヒデが監修するTHE 登竜門2023の決勝大会に出場。2024年1月12日には初のフルアルバル『Art is long, life is short』をリリースする。